# Smrt blahoslaveného Vintíře
Smrt blahoslaveného Vintíře nebo také Smrt svatého Vintíře, Smrt poustevníka Vintíře a Poslední přijímání poustevníka Vintíře je oltářní obraz barokního malíře Petra Brandla v bazilice sv. Markéty v Břevnově. V rámci souboru barokních oltářních obrazů Karla Škréty a Petra Brandla je od roku 2006 národní kulturní památkou.

## Historie
Do nového zcela přestaveného kostela sv. Markéty v Břevnovském klášteře od Kryštofa Dientzenhofera nechal opat Otmar Daniel Zinke do interiéru chrámu navrženého Kiliánem Ignácem Dientzenhoferem namalovat soubor oltářních obrazů od Petra Brandle. Objednány byly v roce 1715 a už 22. října téhož roku dostal podle klášterní stavební kroniky honorář nejmenovaný malíř za pozlacení rámu na Brandlův obraz. Na zakázce ale podle dat začal pracovat od roku 1717. Dne 14. března 1718 dostal zaplacené 500 zlatých za obrazy, které se zřejmě vztahovaly k obrazům Smrt blahoslaveného Vintíře, svatého Prokopa, Setkání svatého Vojtěcha s knížetem Boleslavem a Zavraždění svatého Václava. Obraz byl umístěn na oltáři na jižní straně v kněžišti. Protože Vintíř nebyl beatifikován ani kanonizován, nemohla mu být projevená úcta formou vybudováním oltáře. Jeho ostatky tak byly vloženy zezadu do oltáře a do nástavce oltáře byl dán obraz se svatým Prokopem. Nicméně vintířův kult byl povolen zvláštní buloz roku 1634 papežem Urbanem VIII. 
Soubor Brandlovských obrazů pro Břevnovský klášter byly v letech 1912 až 1913 restaurovány Augustinem Vlčkem. Obraz byl dále restaurován v roce 1966 Františkem Makešem a Jiřím Toroněm. Byl vystaven při výstavě Pražské baroko v roce 1938 a v roce 1966 na výstavě českého baroku v Miláně.

## Popis díla

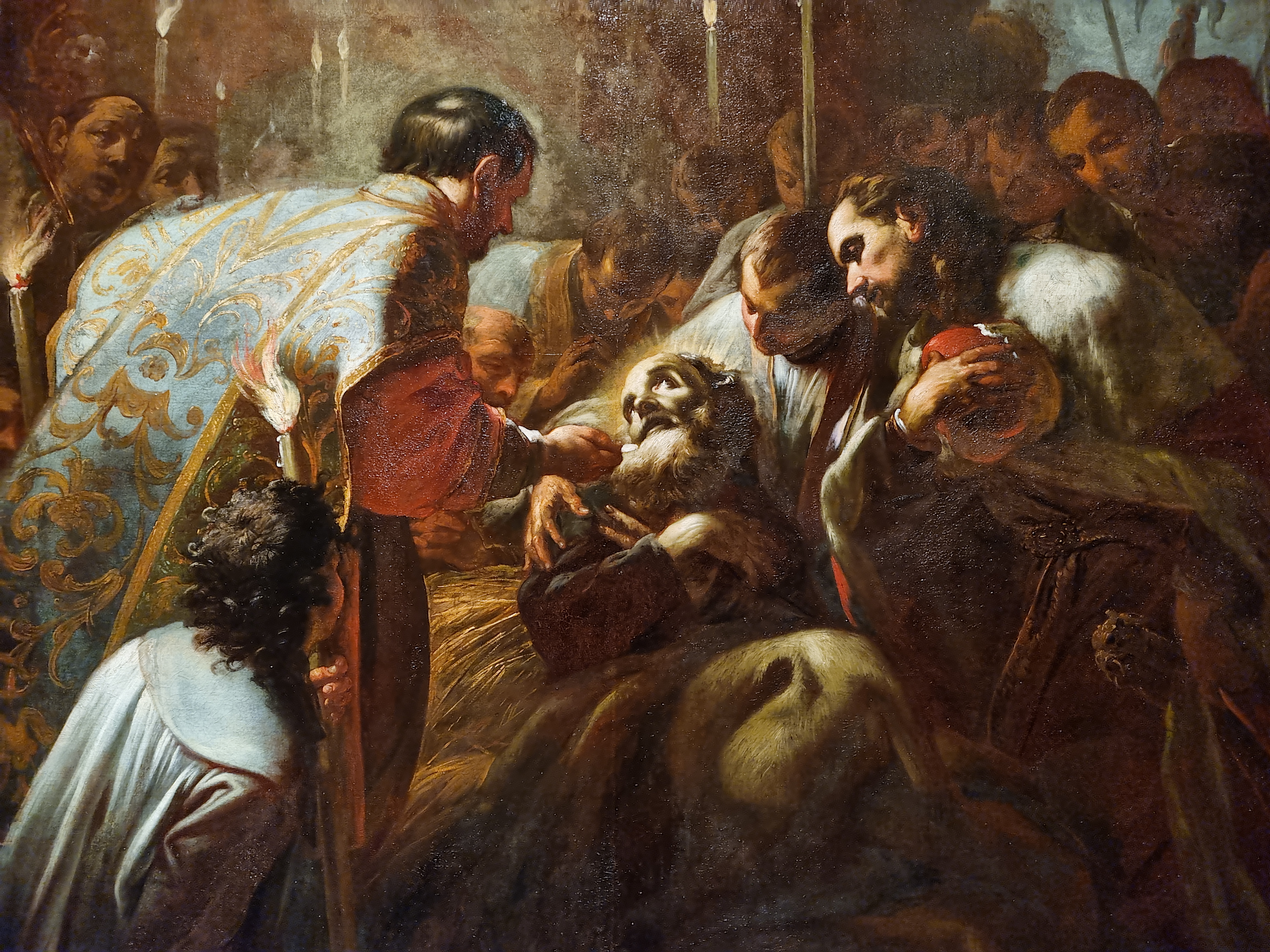
detail obrazu

Jedná se o olej na plátně o rozměrech 340 × 208 cm a tato oltářní malba je v pravém bočním oltáři v kněžišti v bazilice sv. Markéty v Břevnově.
Děj se odehrává v poustevníkově lesním příbytku v podvečerní atmosféře. V centru obrazu se objevuje hlavní téma, a to polední svaté přijímání umírajícího poustevníka Vintíře. Podle legendy když kníže Břetislav pronásledoval jelena, nalezl Vintíře v poustevně. Vintíř mu oznámil, že už ho dávno zná, protože byl kdysi jeho kmotrem. Přál si, aby příští den přišel kníže znovu, že může být přítomen jeho smrti. Kníže přání vyhověl a přišel v doprovodu biskupa Šebíře, který odsloužil mši a podal mu svaté přijímání. Během umírání pronesl k Břetislavovi několik proseb, především pak, aby ho pohřbil na Břevnově a aby o toto opatství náležitě pečoval. Na obrazu je Vintíř bledý a schoulený ležící na slámě s vyvrácenýma očima, když přijímá hostii od pražského biskupa Šebíře. Ten je otočený zády v ornátu nakloněný u Vintíře na levé straně malbě a podává mu hostii. V popředí u biskupa nakukuje ministrant držící svíci. Na pravé straně je nakloněný k Vintíři kníže Břetislav držící v rukou korunu. U jeho nohou leží na zemi lebka a otevřená kniha. Vedle knížete přidržuje Vintíře kněz. V pozadí obrazu je skupina kolemjdoucích, komonstvo a pomocníci se svícemi, kteří přihlíží této události. Celý tento děj, kdy Vintíř přijímá svaté přijímání od biskupa a celé tomu přihlíží kníže Břetislav, osvěcuje zář vycházející z levého  horního rohu, který dopadá na umírajícího poustevníka. Tímto způsobem, kde je ozářeno pouze střed obrazu, je odlišováni hlavních postav od podřízené staffage. Proto i střed odrazu má syté barvy oproti pozadí, které má šedohnědý tón. Nebeská zář přestavuje okamžik bezprostředně před Vintířovým odchodem na věčnost. V horní části poletují putti, kteří také drží svíce. 